# Giuseppe Varoli
Giuseppe Varoli (Ancona, 24 aprile 1915 – ...) è stato un calciatore italiano, di ruolo mediano.

## Carriera
Giocò tutta la sua carriera nell'Anconitana con la quale disputò molti campionati di Serie B ed il campionato misto A/B del 1945-1946.

## Palmarès

### Club

#### Competizioni nazionali
- Serie C: 1

Anconitana-Bianchi: 1941-1942